# Рижское военное пехотное училище
Рижское военное пехотное училище — существовавшее в 1940—1946 годы училище по подготовке младших командиров для Красной армии.
Сформировано было в Риге. С июля 1941 года место дислокации училища — город Стерлитамак Башкирской АССР (Уральский военный округ).

## История
Сформировано 19 сентября 1940 года. Начальник училища — полковник В. А. Чистов.
Набор в училище был небольшим, всего около 400 курсантов, разбитых на два батальона. Первый батальон состоял из ранее служивщих рядовыми в латвийской буржуазной армии, второй батальон состоял из бывших рабочих-подпольщиков, молодых комсомольцев и коммунистов.
Училище вело по двухгодичной программе обучения подготовку младших командиров (младших лейтенантов) по трём специальностям: стрелковых, миномётных и пулемётных взводных.
Обучение велось на русском языке. Преподаватели были как из офицеров старой латвийской армии, так и присланные из частей Красной армии.
К началу Великой Отечественной войны училище не успело сделать ни одного выпуска.

### Бои 24-30 июня 1941 года
- Оборона Риги (1941)

С первых дней войны курсанты несли патрульную службу в Риге. В первый день войны курсантами были задержаны 10 диверсантов.
Одна часть курсантов училища в несколько рот 23 июня 1941 года на грузовиках были направлены для содействия частям 67-й стрелковой дивизии, которая вела бои у Либавы, 25 июня у продвигаясь к городу Айзепуте у посёлка Скрунда курсанты вступили в бой с бандой содействовавших гитлеровским захватчикам латышских буржуазных националистов. 26 июня курсанты заняли город Айзпуте вступив в бой с немцами. После на автомашинах двинулись в сторону Либавы, но при выезде из города под интенсивным пулеметным огнём понесли существенные потери.
Другая часть 25 июня 1941 года погрузились в товарный поезд на станции Торнякалнс (в Риге) и утром 26 июня, когда эшелон приближался к Дурбе, вступила в бой с передовыми группами немецкой 291-й немецкой пехотной дивизии и после полуторачасового боя выдвинулся к Риге.
При этом, около трети курсантов, все из местных латышей «старослужащих», дезертировали.
В ночь с 26 на 27 июня поступил приказ вывести училище с фронта. С боями у города Задвинье курсанты пробились к Даугаве и переправились через неё, покинув Ригу.

В ночь на 30 июня 1941 года наши части заминировали старый Земгальский мост. Танки врага, вошедшие на мост, рухнули в воду. Бушевало кроваво-багровое пламя пожаров над старым городом, горела древняя деревянная башня храма Петра. Прощаясь с ней, клялись вернуться и уничтожить врага.— из воспоминаний курсанта Петра Черненко
Училищу выделили грузовики и под непрерывными ежечасными бомбежками курсанты 200 километров добирались до Пскова, где со станции Дно отправлены эшелоном в Стерлитамак.

### Училище в Стерлитамаке
С 13 июля 1941 года местом дислокации училища стал Стерлитамак. С августа 1941 года начальник училища — К. С. Глинка, преподаватель из Военной академии РККА имени М. В. Фрунзе.
В городе для размещения училища были выделены бывшие казармы одного из полков 170-й стрелковой дивизии, уже отправленной на фронт, казармы близ железнодорожной больницы по улице Нагуманова и двухэтажное здание одного из факультетов пединститута.
Прибывших из Риги курсантов оказалось чуть меньше ста. Через месяц они были выпущены из училища лейтенантами, в основном попав в состав 201-й Латвийской и 361-й стрелковых дивизий.
Второй выпуск состоялся в феврале 1942 года, выпуск был досрочным в звании сержантов.
Следующий выпуск был в декабре 1942 года в звании младших лейтенантов, но около половины этого набора были ещё летом досрочно сержантами отправлены под Сталинград.
Всего в период с сентября 1941 года по январь 1945 года было произведено 19 выпусков офицеров (3932 человек).
Как правило занятия в училище продолжались с 8 до 16 часов с перерывом на обед и проводились большей частью на улице, невзирая на морозы, ветер, снег, слякоть. Лишь политзанятия и изучение материальной части оружия шли в помещении. С 19.00 начиналась самоподготовка, ежедневно каждый имел полтора часа свободного времени.

7 ноября 1942 — прибыли в Стерлитамак, выгрузились. День дождливый и холодный, везде грязь, вода <…> Был записан пулем. роту Рижского училища".
10 ноября 1942 — начало регулярных занятий <…> Свободного времени очень мало. Мыслей в голове нет, ибо всё время в движении, в работе. Записать в дневник некогда <…> Жилищные условия и питание неплохое, но адский холод на улице и в казарме парализовал и движения и мысли.— записи из дневниковой тетради курсанта Николая Сайгина (впервые опубликованы в 2015 году)
В 1943 году личным составом училища было собрано и передано в фонд обороны 530 тысяч рублей, на что получена благодарственная телеграмма за подписью Сталина.
В 1946 году училище было расформировано.

## Начальники училища
- Чистов, Владимир Афанасьевич (с сентября 1940);
- Глинка, Константин Сергеевич (с августа 1941);
- Павел Иванович Киселёв (с июня 1943).

## Выпускники
Герои Советского Союза:
- Агафонов, Яков Михайлович
- Арсеньев, Николай Иванович
- Артищев, Илья Соломонович
- Величко, Валерий Фёдорович
- Горошек, Павел Антонович
- Корогодин, Иван Иванович
- Макаров, Пётр Фёдорович
- Орлов, Михаил Иванович
- Павлов, Пётр Трофимович
- Ферапонтов, Владимир Петрович
- Черненко, Пётр Степанович
- Черных, Николай Андреевич
- Юнкеров, Николай Иванович

 Полные кавалеры ордена Славы:
- Подденежный, Григорий Максимович

Также среди выпускников училища:
- Абрамов, Анатолий Васильевич
- Гончаров, Леонид Михайлович
- Рыбаков, Алексей Миронович
- Сайгин, Николай Иванович
- Свистунов, Виктор Семёнович
- Имашев, Саттар Нурмашевич
- Кожемякин, Вениамин Ефимович
- Ладыгин, Геннадий Степанович
- Чикризов, Алексей Васильевич

Рябченков Борис Андреевич
Не вернувшихся с полей сражений бывших курсантов училища только стерлитамаковцев в городской книге памяти числится около двухсот.

## Память
На здании факультета педагогики и психологии Башкирского госуниверситета по адресу улица Комсомольская, 67 установлена мемориальная доска с надписью: «Здесь во время Великой Отечественной войны дислоцировалось Рижское пехотное училище». В центре памятной доски барельеф: двое воинов в пилотках и с оружием в руках.

## Внешние файлы
- Фото Подразделение курсантов Рижского военного пехотного училища (Снимок сделан за несколько дней до боев. Архив Музея революции Латвийской ССР.)